# Guillem Areny i Areny
Guillem Areny i Areny (1931 - 30 de desembre de 2020) fou un polític i empresari andorrà. Cap de Cal Teixidó de la Massana, Areny exercí com a cònsol major de la Massana entre els anys 1962 i 1963, així com conseller general per la Massana entre els anys 1966 i 1969 i entre el 1974 i el 1981.
Pel que fa al vessant empresarial, Guillem Areny fundà el 1966 l'Armeria Andorrana, negoci encara actiu però que patí els efectes dels aiguats de la conca del Segre de 1982. Com a cap de la casa Teixidó era, a més, titular d’una de les grans explotacions agrícoles del país i estava implicat en negocis de construcció i hoteleria. També hi estigué involucrat en la construcció de la CG-4 fins al port de Cabús, a la frontera amb Catalunya. Fins els últims anys de vida, Areny tingué un fort lligam amb el món del bestiar, assistint-ne sempre a la fira de Setúria.
Morí el 30 de desembre de 2020 i el funeral tingué lloc a l'església parroquial de Sant Iscle i Santa Victòria de la Massana. El seu fill Guillem Areny i Argelich també fou conseller general per la Massana entre els anys 1992 a 1993 i 1997 a 2001 pel Partit Liberal d'Andorra (PLA).